# Gherardo Bosio
Gherardo Bosio (19. března 1903 Florencie, Itálie – 16. dubna 1941 tamtéž) byl italský architekt zabývající se moderní architekturou a urbanista. Proslavil se především modernizací albánského hlavního města Tirany v období 30. a 40. let 20. století.
Bosio vystudoval inženýrství v Římě a následně studoval na fakultě architektury Univerzity ve Florencii. Svá studia zde dokončil v roce 1931. Po nějakou dobu působil v Etiopii, kde se věnoval po skončení druhé italsko-etiopské války urbanistickým plánům měst Gondar a Dessie. V Albánii vyprojektoval pro Tiranu několik vládních budov a navrhl hlavní bulvár Dëshmorët e Kombit. V samotné Itálii uspěl v řadě architektonických soutěžích se svými návrhy v duchu tzv. architektury racionalismu. Realizoval např. albánský pavilon na veletrhu Fiera del Levante v Bari a několik vil ve Florencii a okolí. Účastnil se architektonické soutěže na maják Kryštofa Kolumba v Santo Domingu.
Bosio zemřel v roce 1941 na rakovinu ve Florencii.